# Trevor (curta-metragem)
Trevor é um curta-metragem de 1994 escrito por James Lecesne, produzido por Randy Stone e Peggy Rajski e dirigido por Rajski. O filme foi inspirado na discussão que  ocorreu na rádio NPR  sobre suicídio de jovens, e como o suicídio afeta jovens LGBT(Q).
O curta foi ganhador do Óscar em 1995 na categoria "Melhor curta-metragem em live action" junto ao empate com o curta "Franz Kafka's It's a Wonderful Life".
Em 1998, Trevor foi a inspiração para a criação do The Trevor Project, uma organização sem fins lucrativos que tem a finalidade de ajudar e prevenir o suicídio entre jovens LGBT.[carece de fontes?]

## Sinopse
O curta conta a história de um menino gay de treze anos chamado Trevor e que gosta de Diana Ross. Quando é rejeitado pelos amigos, Trevor passa a se sentir triste e tenta se suicidar.[carece de fontes?]

## Elenco
- Brett Barsky como Trevor
- Judy Kain como Mãe de Trevor
- John Lizzi como Pai de Trevor
- Jonah Rooney como Pinky Farraday
- Stephen Tobolowsky como Padre Jon
- Cory M. Miller como Jack (como Corey Miller)
- Allen Dorane como Walter Stiltman
- Lindsay Pomerantz como Cathy Quinn
- Alicia Anderson como Mary Zapatelli
- Courtney Dornstein como Francine Antoniello